# Цезарь на Фармакузе
«Цезарь на Фармакузе» (Cesare in Farmacusa) — героико-комическая опера Антонио Сальери в двух действиях на либретто Карло Просперо Дефранчески  по мотивам Плутарха. Первое представление состоялось 2 июня 1800 года в Кернтнертортеатре в Вене.
Согласно сообщениям современников, опера имела большой успех, и критики издания Allgemeine Musical Zeitung несколько раз хвалили её. Отдельные номера - например, финал первого акта - были интегрированы в концертные программы. За основу увертюры Сальери взял прелюдию к своей опере-сериа L'Europa riconosciuta, написанной в 1778 году для открытия театра «Ла Скала» в Милане, с некоторыми изменениями. Увертюра вдохновила Бетховена на сочинение 4-й части («Гроза. Буря») 6-й симфонии, получившей название «Пасторальной».
Либретто было положено на музыку Стефано Павези после аранжировки неизвестного исполнителя в 1817 году и исполнено под названием La gioventù di Cesare в Театре «Ла Скала» в Милане.

## Персонажи
- Юлий Цезарь (тенор)
- Тулло, любовник Джиджи, раб Цезаря (бас)
- Джиджи, рабыня Цезаря (сопрано)
- Никанор, начальник пиратов (бас)
- Мегистон, начальник пиратов (бас)
- Термути, главная женщина среди пиратов, обручённая невеста Никанора (сопрано)
- Нерботе, надсмотрщик над рабами пиратов (тенор)
- Зосмия, надсмотрщик над рабами и рабынями пиратов (сопрано)
- Лентуло, римский офицер (тенор)

## Сюжет
Действие происходит на острове Фармакуза. 

## Дискография
Увертюра «Цезаря на Фармакузе» включена в компакт-диск «Сальери: Увертюры», изданный Naxos. Исполняет Симфонический оркестр Словацкого радио (Братислава). Дирижёр — Михаэль Дитрих.